# Eishockey Club Bülach
L'Eishockey Club Bülach (EHC Bülach) est un club de hockey sur glace de la ville de Bülach dans le canton de Zurich en Suisse.

## Histoire
À ses débuts, l'équipe joue dans une forêt voisine. Puis elle s'installe dans le centre sportif de Hirslen.
L'EHC Bülach développe un programme de développement envers les jeunes en collaboration avec le EHC Kloten.
Durant la saison 2011-2012, l'EHC Bülach atteint la finale des play-offs de la 1re ligue où elle perd contre l'EHC Winterthour.

## Patinoire
Les matchs à domicile de l'EHC Bülach ont lieu au centre sportif de Hirslen qui peut accueillir 3100 personnes. Le record de spectateurs est de 3400 lors d'un match contre les ZSC Lions.

## Effectif
| No    | Nom                | Nat. | Position  | Arrivée                           |
| ----- | ------------------ | ---- | --------- | --------------------------------- |
| +092, | Jimmy Hertel       |      | Gardien   | 2023 - HCV Martigny               |
| +040, | Janis Locher       |      | Gardien   | 2016 - Formé au club              |
| +092, | Silvan Christen    |      | Gardien   | 2023 (prêt) - EHC Bülach U20      |
| +092, | Alessio Brun       |      | Gardien   | 2023 (prêt) - EV Zoug U20         |
| +066, | Gian Pina          |      | Défenseur | 2023 - EHC Kloten U20             |
| +064, | Dominique Posch    |      | Défenseur | 2023 - EHC Winterthour            |
| +029, | Dario Meier        |      | Défenseur | 2021 - Formé au club              |
| +023, | Laurent Kälin      |      | Défenseur | 2021 - EHC Kloten                 |
| +022, | Edson Harlacher    |      | Défenseur | 2022 - EHC Winterthour            |
| +021, | Nicolas Marzan     |      | Défenseur | 2022 - EHC Wetzikon               |
| +016, | Mike Hintermann    |      | Défenseur | 2022 - EHC Kloten U20             |
| +096, | Silvan Berner      |      | Défenseur | 2022 - EHC Bülach U20             |
| +068, | Jamal Capaul       |      | Défenseur | 2023 (prêt) - ZSC Lions U20       |
| +068, | Jesse Jüngst       |      | Défenseur | 2023 (prêt) - EHC Wallisellen     |
| +097, | Sandro Koster      |      | Défenseur | 2023 (prêt) - EHC Winterthour     |
| +098, | Gian Morson        |      | Défenseur | 2023 (prêt) - GCK Lions           |
| +068, | Bo Salerno         |      | Défenseur | 2023 (prêt) - EHC Winterthour     |
| +077, | Alex Kübler        |      | Attaquant | 2022 - GCK Lions                  |
| +091, | Luca Grisoni       |      | Attaquant | 2022 - GCK Lions U20              |
| +089, | Remo Ottiger       |      | Attaquant | 2016 - EHC Kloten U20             |
| +081, | Nico Andersen      |      | Attaquant | 2014 - Formé au club              |
| +052, | loic Vedova        |      | Attaquant | 2023 - HC Lugano                  |
| +046, | Cedric Jansa       |      | Attaquant | 2022 - Formé au club              |
| +027, | Lukas Walder       |      | Attaquant | 2016 - EHC Kloten                 |
| +026, | Andrin Epprecht    |      | Attaquant | 2018 - Formé au club              |
| +025, | Mirco Kägi         |      | Attaquant | 2018 - Formé au club              |
| +020, | Kristers Arnicans  |      | Attaquant | 2023 - EHC Arosa                  |
| +012, | Yann Schläfli      |      | Attaquant | 2021 - Formé au club              |
| +011, | Sascha Figi        |      | Attaquant | 2019 - Fitchburg State University |
| +009, | Gianluca Zanzi     |      | Attaquant | 2022 - HC Guin Bulls              |
| +012, | Yanick Gil Antenen |      | Attaquant | 2023 (prêt) - EHC Winterthour     |
| +087, | Kevin Kasper       |      | Attaquant | 2023 (prêt) - GCK Lions U20       |
| +098, | Hannes Kobel       |      | Attaquant | 2023 (prêt) - EHC Winterthour     |
| +088, | Jayson Ren         |      | Attaquant | 2023 (prêt) - EHC Winterthour     |
| +088, | Alexis Valenza     |      | Attaquant | 2023 (prêt) - EHC Winterthour     |

## Entraîneurs successifs
Entraîneurs successifs
- 1989 - 1993 : Rick Alexander
- 1993 - 1994 : Arno Del Curto, Lars-Erik Lundström
- 1994 - 1997 : Dave Tiezen
- 1997 - 1998 : Bengt Eriksson, Hanspeter Frutiger
- 1998 - 1999 : Ernst Bruderer
- 1999 - 2001 : Gody Kellenberger
- 2001 - 2002 : Richard Farda, Adrian Stahl, Adrian Stuhl
- 2002 - 2003 : Urs Bärtschi
- 2003 - 2007 : Kurt Steinwender
- 2007 - 2009 : ....
- 2009 - 2013 : Christian Wohlwend
- 2013 - 2015 : Thierry Paterlini
- 2015 - 2017 : Martin Höhener
- 2017 - 2018 : Markus Studer
- depuis 2018 : Ramon Schaufelberger